# Guidobaldo Del Monte
Guidobaldo Del Monte o Guidubaldo Bourbon Del Monte (Pesaro, 11 gennaio 1545 – Mombaroccio, 6 gennaio 1607) è stato un matematico, filosofo, astronomo e marchese italiano.

## Biografia

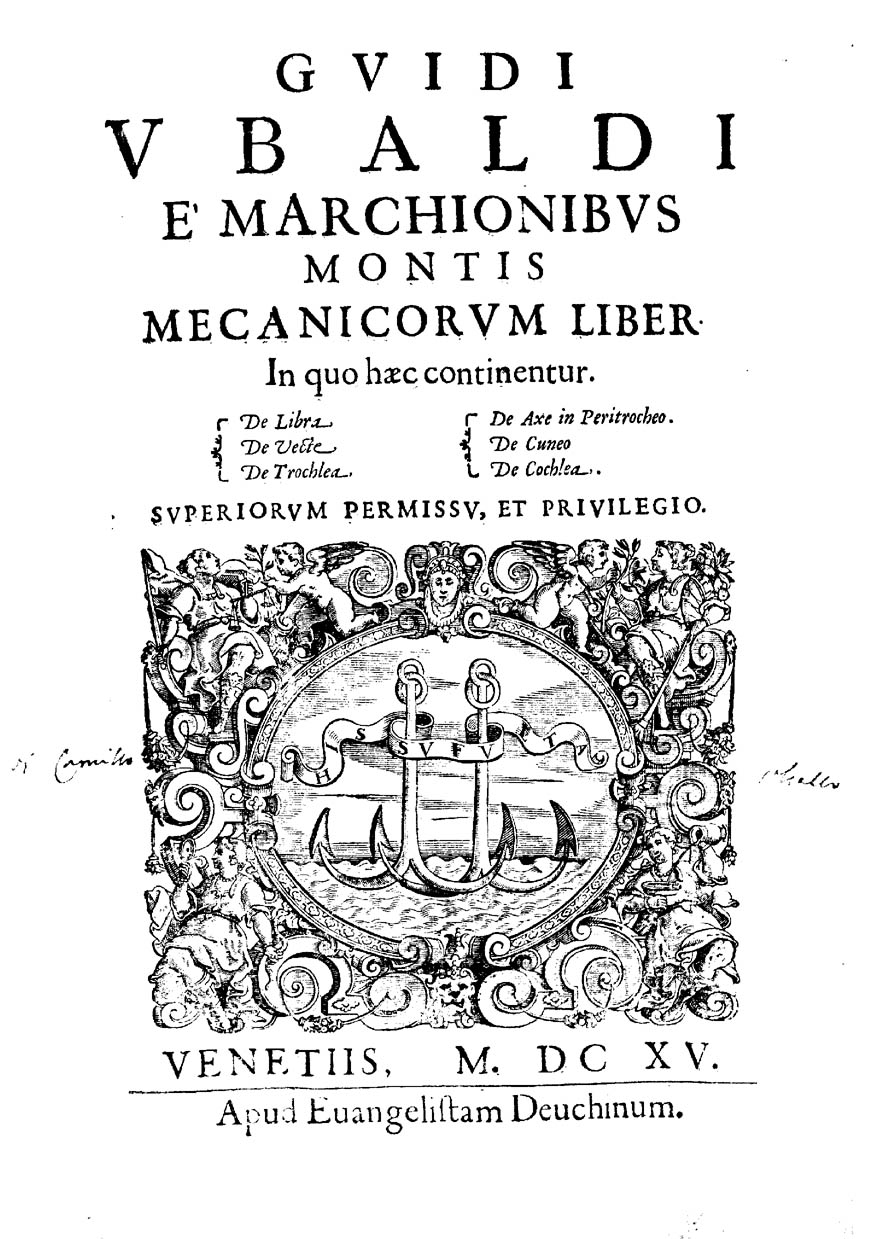
Mecanicorum liber, 1615

Suo padre, Ranieri, originario da una famiglia benestante di Urbino, discendente dalla schiatta dei Bourbon del Monte Santa Maria, fu notato per il suo ruolo bellico e fu autore di due libri sull'architettura militare. Il duca di Urbino, Guidobaldo II della Rovere, gli attribuì, per meriti, il titolo di Marchese del Monte, dunque la famiglia divenne nobile solo una generazione prima di Guidobaldo. Alla morte del padre, ottenne il titolo di Marchese.
Guidobaldo studiò matematica all'Università di Padova, nel 1564. Mentre era lì, strinse una grande amicizia con il poeta Torquato Tasso (1544-1595).
Guidobaldo poi combatté nel conflitto in Ungheria, tra l'impero degli Asburgo e l'Impero ottomano. Al termine della guerra, tornò nella sua tenuta a Mombaroccio, vicino a Urbino, dove passava i giorni studiando matematica, meccanica, astronomia e ottica. Studiò matematica con l'aiuto di Federico Commandino (1509-1575). Divenne amico di Bernardino Baldi (1533-1617), che fu anch'esso studente di Commandino. Nel 1588 venne nominato ispettore delle fortificazioni del Granducato di Toscana, pur continuando a risiedere nel Ducato di Urbino.
In quegli anni, Del Monte corrispondeva con numerosi matematici inclusi Giacomo Contarini (1536-1595), Francesco Barozzi (1537-1604) e Galileo Galilei (1564-1642), e con alcuni di loro si dice abbia avuto anche relazioni più che professionali.
Inventore di numerosi strumenti di misurazione e di calcolo geometrico, fu tra i primi a documentare l'uso di ruote dentate per la realizzazione di strumenti di calcolo meccanico. L'invenzione per la costruzione di poligoni regolari e per dividere in un numero determinato di segmento qualsiasi linea fu incorporata come caratteristica del compasso geometrico e militare di Galileo. Proprio Guidobaldo fu fondamentale nell'aiutare Galilei nella sua carriera universitaria, che a 26 anni era una promessa ma disoccupato. Del Monte raccomandò il toscano al suo fratello Cardinale, che a sua volta parlò con il potente Duca di Toscana, Ferdinando I de' Medici. Sotto la sua protezione, Galileo ebbe una cattedra di matematica all'Università di Pisa, nel 1589. Guidobaldo divenne un amico fidato di Galileo e lo aiutò nuovamente nel 1592, quando dovette necessariamente fare domanda per poter insegnare matematica all'Università di Padova, a causa dell'odio e della macchinazione di Giovanni de' Medici, un figlio di Cosimo de' Medici, contro Galileo. Nonostante la loro amicizia, Guidobaldo fu un critico di alcune teorie di Galileo, come quella relativa alla legge dell'isocronismo delle oscillazioni.
Guidobaldo scrisse un importante libro sulla prospettiva, intitolato Perspectivae Libri VI, pubblicato a Pesaro nel 1600, che avrà ampia diffusione nel corso del XVII secolo. Fu sicuramente, anche secondo il parere di Galileo, uno dei massimi studiosi di meccanica e matematica del Cinquecento.

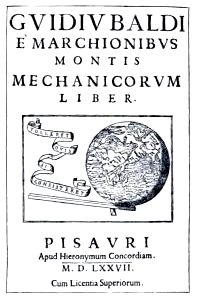
Mechanicorum liber, 1577

### Opere di Del Monte
- (LA) Mechanicorum liber, Pesaro, Girolamo Concordia, 1577.
- (LA) Planisphaeriorum universalium theorica, Pesaro, Girolamo Concordia, 1579.
- (LA) De ecclesiastici calendarii restitutione, Pesaro, Girolamo Concordia, 1580.
- (LA) Perspectivae libri sex, Pesaro, Girolamo Concordia, 1600.
- (LA) Problematum astronomicorum libri septem, Venezia, Bernardo Giunta & Giovanni Battista Ciotti & C., 1609.
- (LA) De cochlea, Venezia, Evangelista Deuchino, 1615.

### Opere su Del Monte

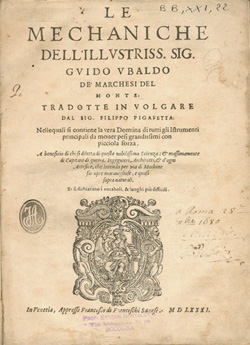
Le mechaniche … tradotte in volgare dal sig. Filippo Pigafetta, 1581

- Le mechaniche dell'illustriss. sig. Guido Vbaldo de' marchesi Del Monte: tradotte in volgare dal sig. Filippo Pigafetta nelle quali si contiene la vera dottrina di tutti gli istrumenti principali da mouer pesi grandissimi con picciola forza, Venezia, appresso Francesco di Franceschi senese, 1581.
- Due lettere inedite di Guidobaldo del Monte a Giacomo Contarini, pubblicate ed illustrate [da] Antonio Favaronota, Venezia, 1900.
- I sei libri della prospettiva di Guidobaldo dei marchesi Del Monte dal latino tradotti interpretati e commentati da Rocco Sinisgalli, presentazione di Gaspare De Fiore, Roma, 1984.
- La teoria sui planisferi universali di Guidobaldo Del Monte, a cura di Rocco Sinisgalli, Salvatore Vastola, Firenze, 1994.[3]